# Koszykówka na wózkach na Letnich Igrzyskach Paraolimpijskich 2012
Koszykówka na wózkach na Letnich Igrzyskach Paraolimpijskich 2012 w Londynie rozgrywana była między 30 sierpnia – 8 września, w hali The O2.

## Kwalifikacje
Do igrzysk zakwalifikowało się 12 drużyn – w turnieju mężczyzn, i 10 – w turnieju kobiet.
Drużyny zakwalifikowane do turnieju mężczyzn:
- Wielka Brytania – Gospodarz
- Australia – 1 miejsce – Mistrzostwa Świata w Koszykówce na wózkach 2010
- Hiszpania – 2 miejsce – Mistrzostwa Świata w Koszykówce na wózkach 2010
- Stany Zjednoczone – 3 miejsce – Mistrzostwa Świata w Koszykówce na wózkach 2010
- Włochy – 4 miejsce – Mistrzostwa Świata w Koszykówce na wózkach 2010
- Polska – 6 miejsce – Mistrzostwa Świata w Koszykówce na wózkach 2010
- Kanada – 7 miejsce – Mistrzostwa Świata w Koszykówce na wózkach 2010
- Turcja – 8 miejsce – Mistrzostwa Świata w Koszykówce na wózkach 2010
- Południowa Afryka – Mistrzostwa Afryki 2011
- Japonia – Mistrzostwa Azji i Oceanii 2011
- Kolumbia – Parapan American Games 2011
- Niemcy – Mistrzostwa Europy 2011

Drużyny zakwalifikowane do turnieju kobiet:
- Wielka Brytania – Gospodarz
- Stany Zjednoczone – 1 miejsce – Mistrzostwa Świata w Koszykówce na wózkach 2010
- Niemcy – 2 miejsce – Mistrzostwa Świata w Koszykówce na wózkach 2010
- Kanada – 3 miejsce – Mistrzostwa Świata w Koszykówce na wózkach 2010
- Australia – 4 miejsce – Mistrzostwa Świata w Koszykówce na wózkach 2010
- Holandia – 5 miejsce – Mistrzostwa Świata w Koszykówce na wózkach 2010
- Meksyk – Interkontynentalny mecz barażowy
- Chiny – Mistrzostwa Azji i Oceanii 2011
- Brazylia – Parapan American Games 2011
- Francja – Mistrzostwa Europy 2011

## Medaliści
| Konkurencja                  | Złoto  | Srebro    | Brąz              |
| Turniej mężczyzn (szczegóły) | Kanada | Australia | Stany Zjednoczone |
| Turniej kobiet (szczegóły)   | Niemcy | Australia | Holandia          |

## Tabela medalowa
| Miejsce | Państwo           | Złoto | Srebro | Brąz | Razem |
| ------- | ----------------- | ----- | ------ | ---- | ----- |
| 1.      | Kanada            | 1     | 0      | 0    | 1     |
| 1.      | Niemcy            | 1     | 0      | 0    | 1     |
| 3.      | Australia         | 0     | 2      | 0    | 2     |
| 4.      | Holandia          | 0     | 0      | 1    | 1     |
| 4.      | Stany Zjednoczone | 0     | 0      | 1    | 1     |